# Tino Dani
Tino Dani (* 22. September 1899 (?) in Ungarn als Dezső Dani; † 17. März 1991 in Argentinien) war ein ungarischer Sänger und Schauspieler.

## Biografie
Dani begann als Opernsänger, als Tenor, in Budapest, und gastierte in vielen Städten Europas. 1934 riet man ihm, er solle besser das Fach wechseln, wenn er Karriere machen wolle; so beschloss er, Budapest zu verlassen, um mit einem international besetzten Orchester in die Schweiz zu fahren. Er blieb etwa drei Monate in Bern, als ihn der dortige Polizeichef, mit dem er befreundet war, über die Lage der Juden in Europa aufklärte. Er schlug ihm vor, nach Argentinien zu gehen und dort um Asyl nachzusuchen, da ihm die Schweiz keine Aufenthaltsgenehmigung gewähren würde.
Im September 1937 entschloss er sich, mit seiner Frau und seiner Tochter Eva auszuwandern. Dani kam mit einem Vertrag in der Tasche nach Buenos Aires – mit der Hilfe eines der Geiger, die schon vor ihm mit dem Orchester von Béla Dajos emigriert waren. Schon bald danach begann er, für dieses Orchester im Rundfunk zu singen; bei Radio El Mundo blieb er etwa zwei Jahre. Später sang er dann auch für andere Orchester, z. B. für Sándor Horváth, und gab Konzerte in Theatern, Kinos und bei Rundfunkstationen. Er sang in mehreren Sprachen: auf Italienisch, Französisch und Ungarisch, wobei er den Künstlernamen Tino Dani benutzte. Der Tino war in Europa notwendig gewesen, um als Opernsänger akzeptiert zu werden, aber er behielt ihn weiterhin für lange Zeit auch in Argentinien bei. Am 22. September 1989 konnte Dani seinen 90. Geburtstag feiern. Er starb am 17. März 1991 während eines Erholungsaufenthaltes.